# Abu al-Qasim al-Khoei
Abu al-Qasim al-Khoei (en arabe : ابوالقاسم الخوئي ; en persan : سيد ابوالقاسم خوئي ; 19 novembre 1899 — 8 août 1992) était un religieux chiite iranien, faqîh, commentateur du Coran, mutakallim, et l'un des plus influents érudits (Marja-e taqlid) islamiques chiite duodécimain.

## Études
Abu al-Qasim al-Khoei est né à Khoy, Azerbaïdjan de l'Ouest en 1899. Il fit ses études primaires à Khoy et à 13 ans , il partit pour Najaf, et il a participé aux cours de Fethullah Shariat Isfahani, de Mehdi Mazandarani, d'Aqa Ziad al-Din irakien, de Mohammad Hossein Gharavi Isfahani et de Mohammad Hussein Na'ini.

## Décès
Il meurt le samedi 8 août 1992, à cause d'une maladie cardiaque à l'âge de 92 ans, à Kufa et fut enterré dans la cour de la mosquée al-Khudra du sanctuaire d'Ali ibn Abi Talib.

## Élèves célèbres
- Ali al-Sistani
- Muhammad Taqi Bahjat
- Abdul-Karim Mousavi Ardebili
- Hosein Vahid Khorasani
- Moussa Sader (Liban)
- Mohammed Bakr al-Sadr
- Moslem Malakouti
- Nasser Makarem Shirazi
- Mohammad Hussein Fadlallah
- Mohammad Bahr al-Ouloum (UK)
- Smaoui Mohamed Tijani

## Ouvrages
- Al-Bayan Fi Tafsir al-Quran (L'élucidation de l'exégèse du Coran, parfois intitulée Les Prolégomènes du Coran).
- Conférences dans les Principes de Jurisprudence, 10 volumes.
- Biographies des narrateurs de la tradition, 24 volumes.
- Loi islamique, 18 volumes.
- Minhaju-us-Saliheen (Le Chemin des Justes), 2 volumes, réimprimé 78 fois (guide sur la pratique religieuse et la loi).
- Anthologie des questions religieuses (version concise du Chemin des Justes), en arabe, ourdou, persan, anglais, turc, thaïlandais, malais, indonésien et gujarati.